# Wallins Creek (Kentucky)
Wallins Creek es una ciudad ubicada en el condado de Harlan en el estado estadounidense de Kentucky. En el Censo de 2010 tenía una población de 156 habitantes y una densidad poblacional de 181,42 personas por km².

## Geografía
Wallins Creek se encuentra ubicada en las coordenadas 36°49′37″N 83°24′54″O / 36.82694, -83.41500. Según la Oficina del Censo de los Estados Unidos, Wallins Creek tiene una superficie total de 0.86 km², de la cual 0.81 km² corresponden a tierra firme y (5.42%) 0.05 km² es agua.

## Demografía
Según el censo de 2010, había 156 personas residiendo en Wallins Creek. La densidad de población era de 181,42 hab./km². De los 156 habitantes, Wallins Creek estaba compuesto por el 99.36% blancos, el 0% eran afroamericanos, el 0% eran amerindios, el 0.64% eran asiáticos, el 0% eran isleños del Pacífico, el 0% eran de otras razas y el 0% pertenecían a dos o más razas. Del total de la población el 0% eran hispanos o latinos de cualquier raza.